# Campeonato Asiático de Judo de 2007
El XIX Campeonato Asiático de Judo se celebró en Ciudad de Kuwait (Kuwait) entre el 16 y el 17 de mayo de 2007 bajo la organización de la Unión Asiática de Judo.
En total se disputaron dieciséis pruebas diferentes, ocho masculinas y ocho femeninas.

## Resultados

### Masculino
| Evento            | Oro                          | Plata                               | Bronce                                                     |
| ----------------- | ---------------------------- | ----------------------------------- | ---------------------------------------------------------- |
| –60 kg            | Masoud Hayi Ajondzadeh Irán  | Rishod Sobirov Uzbekistán           | Bazarbek Donbay · Kazajistán · Choi Min-Ho · Corea del Sur |
| –66 kg            | Bang Gui-Man Corea del Sur   | Jashbaataryn Tsagaanbaatar Mongolia | Arash Miresmaeili Irán Toshiaki Umetsu Japón               |
| –73 kg            | Kim Chol-Su Corea del Norte  | Rasul Boqiev Tayikistán             | Shokir Muminov Uzbekistán Huang Chun-Ta China Taipéi       |
| –81 kg            | Kwon Young-Woo Corea del Sur | Sherali Bozorov Tayikistán          | Egamnazar Akbarov Uzbekistán Takashi Ono Japón             |
| –90 kg            | Choi Sun-Ho Corea del Sur    | Nematullo Asronkulov Tayikistán     | Maksim Rákov · Kazajistán · Danil Babaev · Kirguistán      |
| –100 kg           | Takamasa Anai Japón          | Naidanguiin Tüvshinbayar Mongolia   | Utkir Kurbanov Uzbekistán Yoo Kwang-Sun Corea del Sur      |
| +100 kg           | Abdullo Tangriyev Uzbekistán | Mohammad Reza Rodaki Irán           | Shinya Katabuchi Japón Kim Sung-Beom Corea del Sur         |
| Categoría abierta | Shinya Katabuchi Japón       | Mahmud Reza Miran Irán              | Mohamed Al-Moneer Siria Kim Sung-Beom Corea del Sur        |

### Femenino
| Evento            | Oro                   | Plata                           | Bronce                                                          |
| ----------------- | --------------------- | ------------------------------- | --------------------------------------------------------------- |
| –48 kg            | Emi Yamagishi Japón   | Kim Young-Ran Corea del Sur     | Khumujam Devi India Pak Ok-Song Corea del Norte                 |
| –52 kg            | Shi Junjie China      | Pak Myong-Hui Corea del Norte   | Natsuko Kimijima Japón Kim Kyung-Ok Corea del Sur               |
| –57 kg            | Aiko Sato Japón       | Xu Yan China                    | Jishigbatyn Erdenet-Od Mongolia Lee Eun-Hee Corea del Sur       |
| –63 kg            | Yoshie Ueno Japón     | Dou Shumei China                | Marian Urdabayeva · Kazajistán · Hong Ok-Song · Corea del Norte |
| –70 kg            | Asuka Oka Japón       | Zhanar Zhanzunova · Kazajistán  | Kim Mi-Jung Corea del Sur Hureldorj Batjishig Mongolia          |
| –78 kg            | Liu Xia China         | Pürevjargalyn Ljamdegd Mongolia | Kumiko Horie · Japón · Sagat Abikeyeva · Kazajistán             |
| +78 kg            | Midori Shintani Japón | Dorjgotovyn Tserenjand Mongolia | Lee Jung-Eun Corea del Sur Yuan Hua China                       |
| Categoría abierta | Yuan Hua China        | Mai Tateyama Japón              | Gulzhan Isanova · Kazajistán · Lee Jung-Eun · Corea del Sur     |

## Medallero
| Núm. | País            | Oro | Plata | Bronce | Total |
| ---- | --------------- | --- | ----- | ------ | ----- |
| 1    | Japón           | 7   | 1     | 5      | 13    |
| 2    | China           | 3   | 2     | 1      | 6     |
| 3    | Corea del Sur   | 3   | 1     | 9      | 13    |
| 4    | Irán            | 1   | 2     | 1      | 4     |
| 5    | Uzbekistán      | 1   | 1     | 3      | 5     |
| 6    | Corea del Norte | 1   | 1     | 2      | 4     |
| 7    | Mongolia        | 0   | 4     | 2      | 6     |
| 8    | Tayikistán      | 0   | 3     | 0      | 3     |
| 9    | Kazajistán      | 0   | 1     | 5      | 6     |
| 10   | China Taipéi    | 0   | 0     | 1      | 1     |
| 10   | India           | 0   | 0     | 1      | 1     |
| 10   | Kirguistán      | 0   | 0     | 1      | 1     |
| 10   | Siria           | 0   | 0     | 1      | 1     |
|      | TOTAL           | 16  | 16    | 32     | 64    |